# Goera raghu
Goera raghu är en nattsländeart som beskrevs av Schmid 1991. Goera raghu ingår i släktet Goera och familjen grusrörsnattsländor. Inga underarter finns listade i Catalogue of Life.